# 奧巴爾迪亞港
奧巴爾迪亞港（西班牙語：Puerto Obaldía），是巴拿馬的城鎮，位於該國東北部，由庫納雅拉特區負責管轄，面積131.2平方公里，海拔高度77米，2010年人口672，人口密度每平方公里5.1人。